# Cobubatha numa
Cobubatha numa là một loài bướm đêm trong họ Noctuidae.